# استفتاء النزاع الإقليمي لبليز 2019
تم إجراء استفتاء على النزاع الإقليمي مع غواتيمالا في بليز في 10 أبريل 2019. الغرض من الاستفتاء هو سؤال البليزيين عما إذا كانوا يتفقون على أن غواتيمالا وبلدهم يطلبان من محكمة العدل الدولية أن تحل أخيرًا النزاع الإقليمي بين بليز وغواتيمالا، كجزء من الالتزام الموقع في ديسمبر 2008 بين البلدين. أجرت غواتيمالا الاستفتاء في 15 أبريل 2018، وكما تم تحديده في الاتفاقات السابقة، يتعين على بليز تنظيم استفتاءها بعد ستة أشهر من قيام غواتيمالا بذلك.  صرح نائب رئيس غواتيمالا، جافيث كابريرا، بأن بليز ستجري استفتاءها في مايو 2018، لكن بليز أصدرت بيانًا أنكر ذلك، قائلة إنها ستجري الاستفتاء بعد إجراء عملية إعادة التسجيل لضمان إجراء عملية تصويت دقيقة وعادلة.

## تأجيل الإستفتاء
تم الطعن في الاستفتاء من منطلق أنه قد يؤدي إلى تغييرات إقليمية تتعارض مع دستور بليز. وعليه فقد صدر أمر قضائي من المحكمة العليا في بليز يأمر بتأجيل الاستفتاء. وعلى الرغم من الأمر القضائي، قامت حكومة بليز بتقديم مسودة تشريعات يعتقدون أنها ستلغي الأمر القضائي. في المقابل، يعتقد حزب الشعب التقدمي المعارض أنه يلزم إجراء تعديل للدستور وذلك سيتطلب أغلبية ثلثي الأصوات.

## موضوع الاستفتاء
موضوع الاستفتاء هو: «هل توافق على أن أي دعوى قانونية من غواتيمالا ضد بليز فيما يتعلق بالأراضي والجزر وأي مناطق بحرية تتعلق بهذه الأراضي يجب أن تقدم إلى محكمة العدل الدولية للتسوية النهائية وأنها تقرر نهائيًا حدود المناطق ومناطق الطرفين؟»